# Список об'єктів Світової спадщини ЮНЕСКО у Вірменії
У списку об'єктів Світової спадщини ЮНЕСКО у Вірменії налічується 3 найменування (станом на 2023 рік).

## Пояснення до списку
У таблицях нижче об'єкти розташовані у хронологічному порядку їх додавання до списку Світової спадщини ЮНЕСКО.
Кольорами у списку позначено:

## Список
У цій таблиці об'єкти розташовані в порядку їх додавання в список Світової спадщини ЮНЕСКО.
| № | Зображення | Назва | Місцеположення                          | Час створення     | Час внесення до списку       | №    | Критерії |
| - | ---------- | --- | --------------------------------------- | ----------------- | ---------------------------- | ---- | -------- |
| 1 |            | Монастирі Ахпат та Санаїн (англ. Monasteries of Haghpat and Sanahin) * Монастир Ахпат * Монастир Санаїн * Міст Санаїн | Вірменія Села Ахпат і Санаїн, марз Лорі | X—XIII століття   | 1996 (розширено у 2000 році) | 777  | ii, iv   |
| 2 |            | Монастир Ґегард та верхів'я річки Азат (англ. Monastery of Geghard and the Upper Azat Valley) | Вірменія марз Котайк, поблизу села Ґохт | IV—XIII століття  | 2000                         | 960  | ii       |
| 3 |            | Собор і церкви Ечміадзина та археологічна пам'ятка Звартноц (англ. Cathedral and Churches of Echmiatsin and the Archaeological Site of Zvartnots) * Собор Матері Божої в Вагаршапаті та прилеглі споруди * Церква святої Гаяне та прилеглі споруди * Кладовище Конгрегації * Церква святої Ріпсіме і церква Шоґакат — частини I та II * Археологічне городище Звартноц з руїнами храму, царського палацу та інших споруд | Вірменія марз Армавір                   | IV—XVIII століття | 2000                         | 1011 | ii, iii  |

## Нематеріальні об'єкти
| № | Зображення | Назва | Час внесення до списку | №    |
| - | ---------- | --- | ---------------------- | ---- |
| 1 |            | Дудук і його музика                                                                                            | 2008                   | 92   |
| 2 |            | Вірменське мистецтво кам'яних стел з різьбленим зображенням хреста. Символіка та навички виготовлення хачкарів | 2010                   | 434  |
| 3 |            | Виконання вірменського епосу «Сміливці Сасуну» або «Давид Сасунський»                                          | 2012                   | 743  |
| 4 |            | Лаваш, приготування, значення та зовнішній вигляд традиційного хліба як вираження культури у Вірменії          | 2014                   | 985  |
| 5 |            | Кочарі, традиційний груповий танець                                                                            | 2017                   | 1295 |
| 6 |            | Вірменське письмо та його культурні прояви                                                                     | 2019                   | 1513 |
| 7 |            | Паломництво до монастиря Святого Апостола Тадея                                                                | 2020                   | 1571 |

## Об'єкти, які запропоновано включити до списку
| № | Зображення | Назва                                                            | Розташування    | Час подачі заявки | № заявки | Критерії                           |
| - | ---------- | ---------------------------------------------------------------- | --------------- | ----------------- | -------- | ---------------------------------- |
| 1 |            | Археологічна пам'ятка міста Двін                                 | марз Арарат     | 1995              | 8        | (ii), (iii), (vi)                  |
| 2 |            | Базиліка та місце археологічних розкопок Єреруйк                 | марз Ширак      | 1995              | 10       | (iii), (iv), (vi)                  |
| 3 |            | Монастир Нораванк і верхня долина Амагу                          | марз Вайоц-Дзор | 1995              | 13       | (i), (iii), (vi), (vii), (ix)      |
| 4 |            | Монастирі Татев і Татеві Анапат і прилеглі райони долини Воротан | марз Сюнік      | 1995              | 14       | (i), (ii), (iv), (vi), (vii), (ix) |